# Сальвадор Наварро
Сальвадор Наварро (ісп. Salvador Navarro; нар. 8 січня 1977) — колишній іспанський тенісист.
Найвищу одиночну позицію світового рейтингу — 157 місце досяг 8 вересня 2003, парну — 138 місце — 19 липня 1999 року.
Найвищим досягненням на турнірах Великого шолома було 2 коло в одиночному розряді.

## Титули на челленджерах

### Одиночний розряд: (2)
| Ранг | Рік  | Турнір                 | Покриття | Суперник              | Рахунок       |
| ---- | ---- | ---------------------- | -------- | --------------------- | ------------- |
| 1.   | 2000 | Армонк (Нью-Йорк), США | Ґрунт    | Алехандро Ернандес    | 6–1, 3–6, 6–3 |
| 2.   | 2001 | Зюльт, Німеччина       | Ґрунт    | Денніс ван Схеппінген | 6–3, 7–6(9–7) |

### Парний розряд: (7)
| Ранг | Рік  | Турнір                    | Покриття | Партнер                  | Суперники                              | Рахунок            |
| ---- | ---- | ------------------------- | -------- | ------------------------ | -------------------------------------- | ------------------ |
| 1.   | 1998 | Севілья, Іспанія          | Ґрунт    | Альберто Мартін          | Едвін Кемпес Рогір Вассен              | 2–6, 7–5, 6–3      |
| 2.   | 2000 | Сассуоло, Італія          | Ґрунт    | Алекс Калатрава          | Даніеле Браччалі Федеріко Луцці        | 6–7(5–7), 6–1, 6–4 |
| 3.   | 2001 | Единбург, Велика Британія | Ґрунт    | Філіппо Мессорі          | Джастін Бовер Дамін Робертс            | 6–2, 7–6(7–4)      |
| 4.   | 2001 | Мантуя, Італія            | Ґрунт    | Стефано Гальвані         | Алессандру Гевара Родрігу Рібейру      | 7–6(8–6), 7–6(7–4) |
| 5.   | 2002 | Фюрт, Німеччина           | Ґрунт    | Габріель Трухільйо-Солер | Вадим Куценко Олег Огородов            | 6–2, 6–4           |
| 6.   | 2004 | Брашов, Румунія           | Ґрунт    | Рубен Рамірес Ідальго    | Хуан Пабло Бжезіцькі Хуан Пабло Гусман | 6–3, 6–2           |
| 7.   | 2006 | Схевенінген, Нідерланди   | Ґрунт    | Гільєрмо Гарсія-Лопес    | Марк Жікель Едуар Роже-Васслен         | 6–4, 0–6, [11–9]   |